# Каспічан (точка)

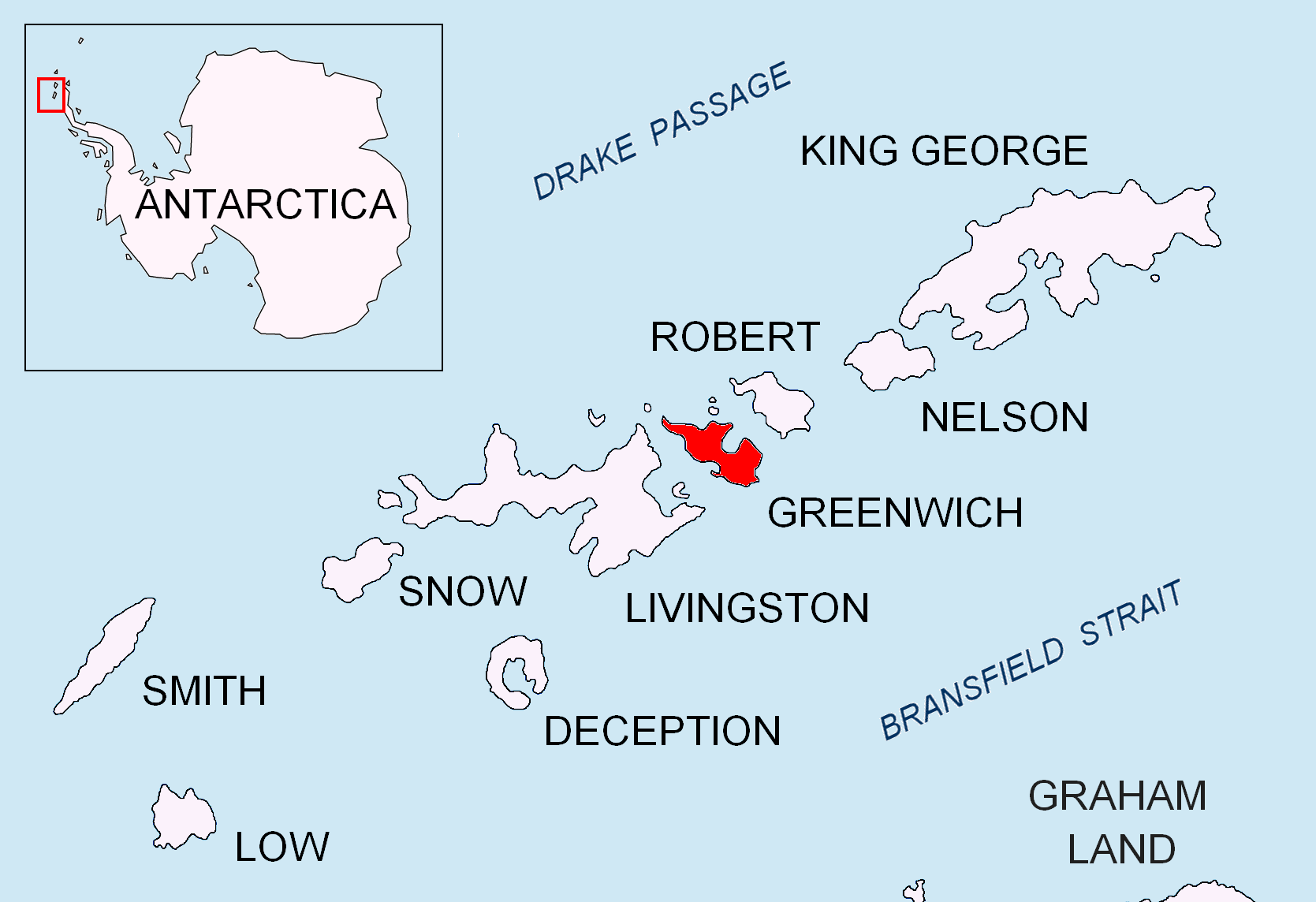
Розташування острова Гринвіч на Південних Шетландських островах.

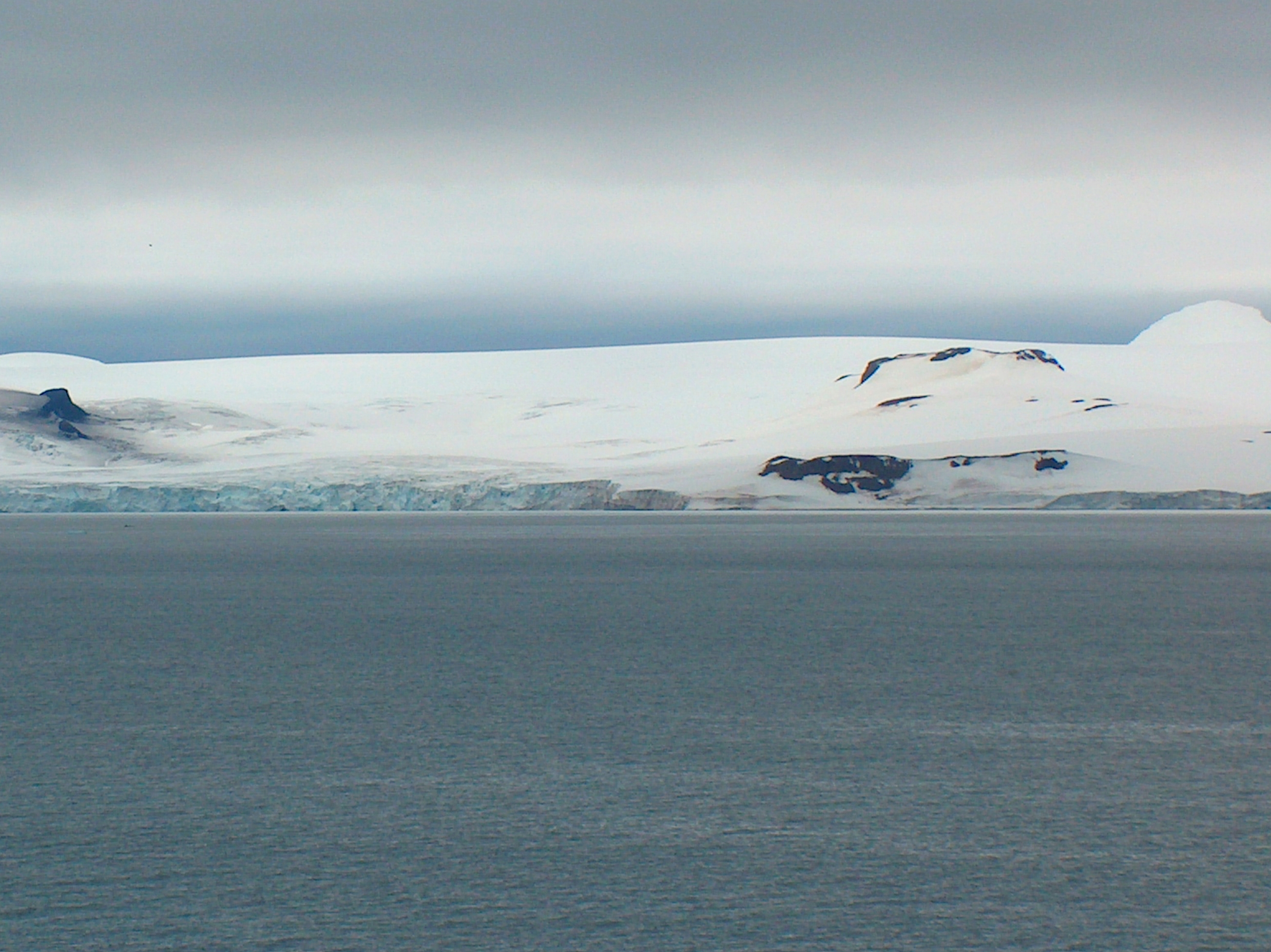
Точка Каспічан

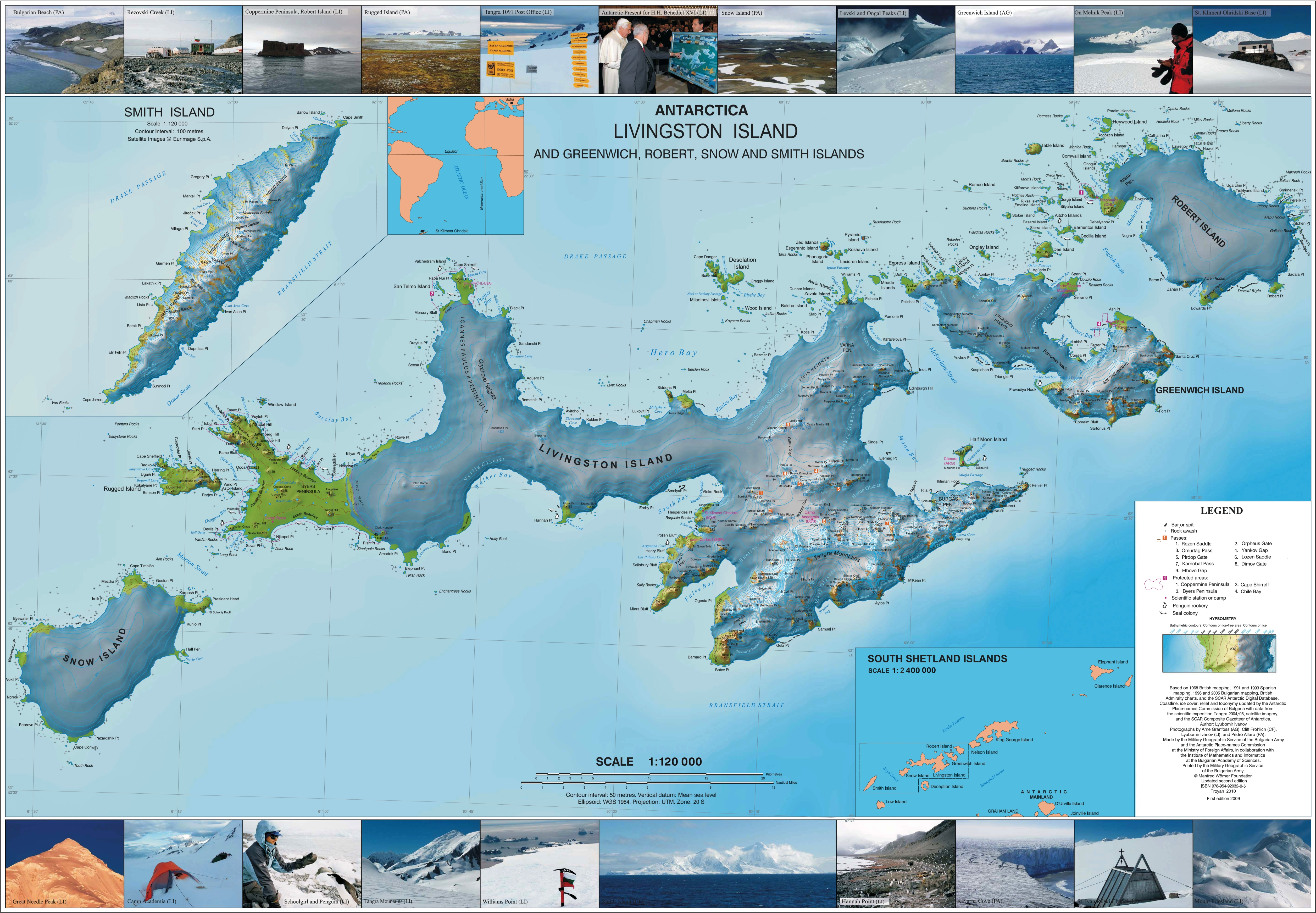
Топографічна карта островів Лівінгстон, Гринвіч, Роберт, Сноу та Сміт.

Точка Каспічан (Nos Kaspichan \ 'nos' ka-spi-chan \) — точка на південно-східній стороні входу в бухту Крамолін на південно-західному узбережжі острова Гринвіч, Антарктида. Розташована на захід від пагорба Гебрізельм, 1.4 км на північний захід від Трикутної точки, 2 км на південь-південний захід від Черепичного Хребта і 2 км на південний схід від точки Йовкова. Форма, посилена недавнім відступом льодовика на північний захід від точки. 
Болгарська топографічна зйомка Тангра 2004/05. 
Названа на честь міста Каспічан на північному сході Болгарії .

## Дивитися також
- Каспічан

## Карти
- Л. Л. Іванов та ін. Антарктида: острів Лівінгстон та острів Гринвіч, Південні Шетландські острови . Масштаб 1: 100000 топографічної карти. Софія: Антарктична комісія з географічних назв Болгарії, 2005.
- Л. Л. Іванов. Антарктида: острови Лівінгстон та Гринвіч, Роберт, Сноу та Сміт. [Архівовано 24 квітня 2008 у Wayback Machine.] Масштаб 1: 120000 топографічної карти. Троян: Фонд Манфреда Вернера, 2009.ISBN 978-954-92032-6-4